# Una viaggiatrice a Seoul
Una viaggiatrice a Seoul (여행자의 필요?, Yeohaengja-ui pir-yoLR, lett. "Le necessità di un viaggiatore") è un film del 2024 diretto da Hong Sang-soo.
Il film ha concorso alla 74ª edizione del Festival internazionale del cinema di Berlino, aggiudicandosi il Gran premio della giuria.

## Trama
Seoul. Una francese in difficoltà economiche si presta a dare lezioni di francese a due coreane.

## Produzione
Il film segna la terza collaborazione tra il regista e Isabelle Huppert dopo In Another Country (2012) e La Caméra de Claire (2017).

## Promozione
Una prima clip del film è stata diffusa il 5 febbraio 2024.

## Distribuzione
Il film è stato presentato in anteprima alla 74ª edizione del Festival internazionale del cinema di Berlino il 19 febbraio 2024; il 24 febbraio seguente, si è aggiudicato il Gran premio della giuria. È stato quindi distribuito nelle sale cinematografiche italiane a partire dal 13 febbraio 2025.

## Riconoscimenti
- 2024 – Festival internazionale del cinema di Berlino[2][3]
  - Orso d'argento, gran premio della giuria
  - In concorso per l'Orso d'oro